# Relaciones exteriores de Lesoto

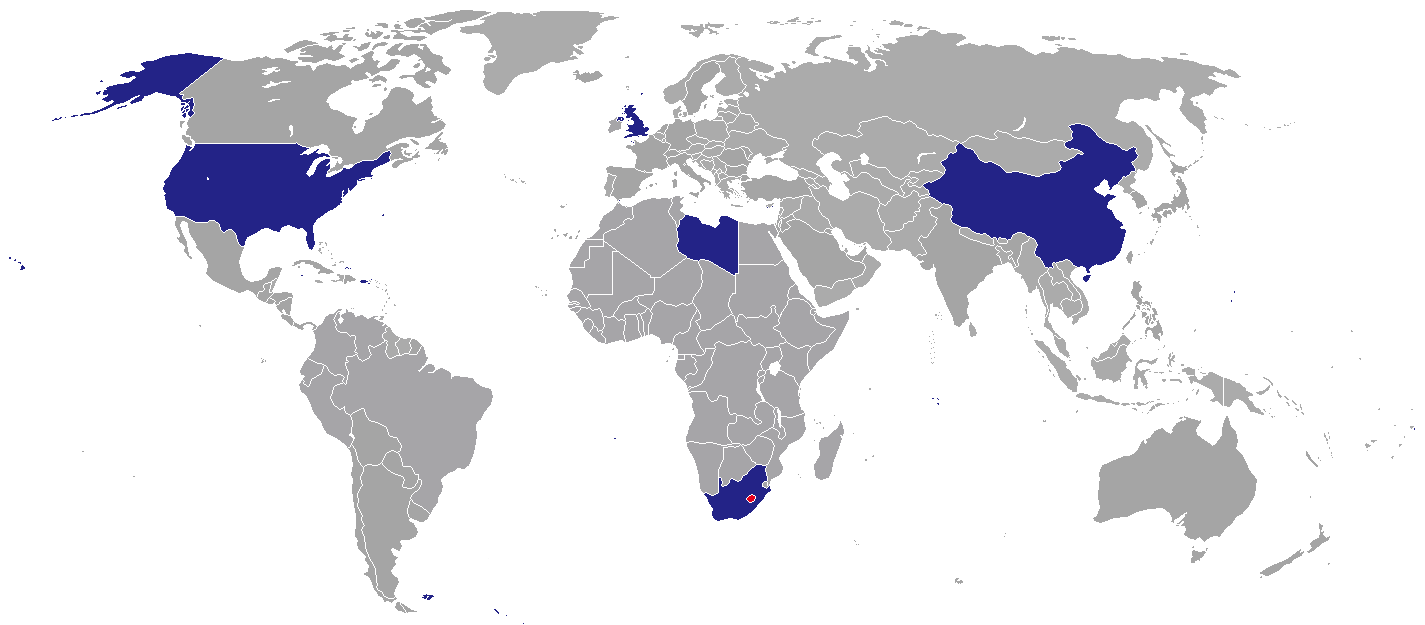
Relaciones exteriores diplomáticas de Lesoto.

La ubicación geográfica de Lesoto hace que sea muy vulnerable a los acontecimientos políticos y económicos en el sur de África. Es miembro de muchas organizaciones económicas regionales como la Comunidad de Desarrollo de África Austral (SADC) y la Unión Aduanera de África Austral (SACU). Lesoto también es un miembro activo en las Naciones Unidas, la Organización para la Unidad Africana (actualmente Unión Africana), el Movimiento de Países No Alineados, y muchas otras organizaciones internacionales. Además de los Estados Unidos, Sudáfrica, Irlanda, la República Popular de China, Libia y la Unión Europea en todo momento mantienen las misiones diplomáticas residentes en Lesoto. Las relaciones exteriores de Lesoto son administrados por el Ministerio de Asuntos Exteriores y Relaciones Internacionales.
Lesoto históricamente ha mantenido lazos estrechos con Irlanda en general (el más grande de donante de ayuda bilateral de Lesoto), los Estados Unidos, el Reino Unido, Alemania y otros países occidentales. Aunque Lesoto decidió en 1990 romper relaciones con la República Popular de China (PRC) y restablecer las relaciones con la República de China (comúnmente conocido por su isla principal de Taiwán), desde entonces se ha restablecido las relaciones con la República Popular China.

## Relaciones bilaterales

### Irlanda
Lesoto tiene relaciones importantes con Irlanda. El 13 de noviembre de 1997, Liz O'Donnell (Ministro irlandés de Estado) se refirió a la relación entre las dos naciones y el compromiso a futuro de Irlanda para con Lesoto. El primer ministro irlandés, Bertie Ahern visitó Lesoto en el año 2000. Esta relación se fortaleció aún más con la visita de la presidenta de Irlanda, Mary McAleese, entre el 14 y 16 de junio de 2006, en su discurso acerca de la relación de larga data con Lesoto y la historia compartida entre ambas naciones.
El Gobierno de Irlanda ha donado ayuda a Lesoto desde 1975. Las donaciones a Lesoto es el más largo programa de ayuda ejecutado por Irlanda. El 14 de febrero de 2005, Lesoto anunció que Irlanda es el mayor donante bilateral con el apoyo financiero de más de 70 millones de dólares en cada uno de los últimos tres años. Irlanda también apoya en Lesoto la Royal Flying Doctor Service, la educación, el saneamiento, el agua y la salud en diversos programas como el implementado en la lucha contra el SIDA de la Fundación Clinton. Irlanda también demostró el apoyo a Lesoto en 1975, cuando Lesoto tomó una posición contra el apartheid de Sudáfrica.

### Estados Unidos
Estados Unidos fue uno de los primeros cuatro países para establecer una embajada en Maseru después que Lesoto obtuviera su independencia de Gran Bretaña en 1966. Desde entonces, Lesoto y Estados Unidos han mantenido unas cálidas relaciones bilaterales.
En 1996, Estados Unidos cerró su programa de ayuda bilateral en Lesoto. La oficina regional de África Meridional de la Agencia de los Estados Unidos para el Desarrollo Internacional (USAID) en Gaborone, Botsuana actualmente administra la mayor parte de la ayuda de Estados Unidos a Lesoto, que ascendió a aproximadamente 2 millones de dólares en el año fiscal de 2004. El total de la ayuda de Estados Unidos a Lesoto es más de 10 millones de dólares, incluida la asistencia alimentaria humanitaria.
El Cuerpo de Paz ha operado en Lesoto desde 1966. Cerca de 100 voluntarios del Cuerpo de Paz se concentran en los sectores de salud, agricultura, educación, desarrollo comunitario rural y el medio ambiente. El Gobierno de Lesoto promueve una mayor participación estadounidense en la vida comercial y acoge con beneplácito el interés de potenciales inversionistas estadounidenses y proveedores. En 2007, el Gobierno de Lesoto firmó un acuerdo con la Millenium Chalenge Corporation para proporcionar 362,5 millones dólares en apoyo para desarrollar el sector de agua del país, infraestructura de salud y el sector privado.